# Frank Eulner
Frank Eulner é um editor de som norte-americano. Como reconhecimento, foi nomeado ao Oscar 2009 na categoria de Melhor Edição de Som por Changeling.